# Wierzbica, Warmińsko-Mazurskie
Wierzbica [vjɛʐˈbit͡sa] (tiếng Đức: Vierzighufen) là một ngôi làng thuộc khu hành chính của Gmina Dąbrówno, thuộc huyện Ostródzki, Warmińsko-Mazurskie, ở miền bắc Ba Lan. Nó  cách Ostróda khoảng 25 kilômét (16 mi) về phía nam  và cách thủ đô khu vực Olsztyn 49 km (30 mi) về phía tây nam.
Ngôi làng có dân số 360 người.